# Hein Kuhlmeijer
Heinrich Johannes (Hein) Kuhlmeijer (Naarden, 9 februari 1916 - Den Haag, 19 mei 2006) was een Nederlands econoom en bedrijfskundige, hoogleraar aan de Nederlandsche Economische Hoogeschool in Rotterdam, en rector magnificus in het studiejaar 1965-1966. Hij staat bekend als de nestor van het Nederlandse marketingonderwijs, en als een van de grondleggers van de universitaire bedrijfskundige studie in Nederland.

## Leven en werk
Kuhlmeijer studeerde economie aan de Nederlandsche Economische Hoogeschool te Rotterdam, en promoveerde daar in 1953 op het proefschrift, getiteld "de Nationale of internationale katoenpolitiek." 
In 1960 werd Kuhlmeijer hoogleraar in de industriële economie en bedrijfshuishoudkunde aan de Nederlandsche Economische Hoogeschool in Rotterdam, en was rector magnificus in het studiejaar 1965-1966. Van 1965 tot 1969 was hij de eerste rector van de Stichting Bedrijfskunde, een samenwerkingsverband tussen Nederlandse universiteiten om het bedrijfskunde-onderwijs aan de Nederlandse universiteiten van de grond te tillen. 
In 1972 werd de  Nederlandsche Economische Hoogeschool tot Erasmus Universiteit Rotterdam, en werd Kuhlmeijer gewoon hoogleraar aan de faculteit der economische wetenschappen, waar hij op 21 oktober 1982 afscheid nam.   
Kuhlmeijer was sinds 1934 lid van het Rotterdamsch Studenten Gezelschap.

## Werk

### Marketingonderwijs
Het universitaire marketingonderwijs begon in Nederland rond 1960. In 1968 werd aan de economische faculteit van wat later de Erasmus Universiteit Rotterdam zou heten de vakgroep Commerciële Beleidsvorming (CBV) opgericht. Eerst verantwoordelijke voor deze leerstoel was prof. dr. Hein Kuhlmeijer, welke hij tot 1981 zou bekleden.
Tegenwoordig zijn er binnen de studie bedrijfskunde en (bedrijfs)economie aparte marketingvakken en soms ook specialisaties opgenomen. Ook kennen econometrische faculteiten vaak een marketing-specialisatie. Binnen andere studierichtingen bestaat vaak de mogelijkheid om een inleidend vak marketing te volgen, dan wel zijn er specifieke vakken die een duidelijke overeenkomst met marketing hebben. Een voorbeeld van dit laatste is het vak reclamewerking dat aan enkele psychologiefaculteiten wordt gedoceerd.

## Publicaties
- H.J. Kuhlmeijer. Nationale of internationale katoenpolitiek. Proefschrift Rotterdam. Arnhem : Gouda Quint/Brouwer, 1953.
- H.J. Kuhlmeijer.  Commerciële beleidsvorming. Leiden : Stenfert Kroese, 1972.
- H.J. Kuhlmeijer. Managerial marketing, Leiden : Stenfert Kroese, 1975.
- H.J. Kuhlmeijer en J. Keus. Industriële economie : inleiding tot de industrieel-economische problematiek op bedrijfs- en bedrijfstakniveau. Leiden [etc.] : Stenfert Kroese,  1982.